# Linlithgow
Linlithgow ( /lɪnˈlɪθɡoʊ/ lin-LITH-goh; en escocés Lithgae; en gaélico escocés Gleann Iucha) es una ciudad  situada en el concejo de West Lothian, Escocia (Reino Unido). Históricamente fue la capital del condado de West Lothian, lo que se refleja en el nombre histórico del condado, Linlithgowshire. Es una ciudad antigua, yace en el Central Belt en una ruta histórica entre Edimburgo y Falkirk junto al Linlithgow Loch. La ciudad está situada aproximadamente a 20 millas (32 km) al oeste de Edimburgo.
Durante el período medieval, la ciudad creció en importancia como burgo real y residencia alrededor del Palacio de Linlithgow. En siglos posteriores, Linlithgow se convirtió en un centro industrial en la fabricación de cuero y otros materiales, antes de desarrollarse rápidamente en la época victoriana con la apertura del Canal de la Unión en la década de 1820 y la llegada del ferrocarril en 1842. Linlithgow fue la antigua capital del condado, pero el Consejo ahora reside en la cercana Livingston. Hoy en día, Linlithgow tiene menos industria y la economía del centro de la ciudad se centra en la hospitalidad, el patrimonio y los servicios turísticos. El santo patrón de Linlithgow es San Miguel y su lema es San Miguel es amable con los extraños. Una estatua del santo sosteniendo el escudo de armas del burgo se encuentra en High Street. En 2019, la población del distrito de Linlithgow (que incluye la ciudad y el área metropolitana) era de 16 499 habitantes.
Se encuentra ubicada a poca distancia al sur del fiordo de Forth y al oeste de Edimburgo.